# Ornum Nor
Ornum Nor (dansk) eller Ornumer Noor (tysk) er et smalt og langstrakt nor, beliggende ved landsbyen Bonert og cirka 10 km øst for købstaden Slesvig by. Noret har sit navn fra det nærliggende gods Ornum, som fra 1789 havde fiskerirettigheder i noret.
Koselåen, der drev den tidligere Ornum Mølle, løber øst for Mysunde ud i Ornum Nor. Noret har afløb gennem Mysunde Snævring, der kun er få meter bredt, ud i Slien.